# عبدالله ییلدیرمیش
عبدالله ییلدیرمیش (ترکی استانبولی: Abdullah Yıldırmış؛ زادهٔ ۷ نوامبر ۲۰۰۳) کماندار اهل ترکیه است.
وی در مسابقات کشوری و بین‌المللی در مجموع برندهٔ ۱ مدال طلا، ۱ مدال نقره، ۴ مدال برنز شده است.